# Loft

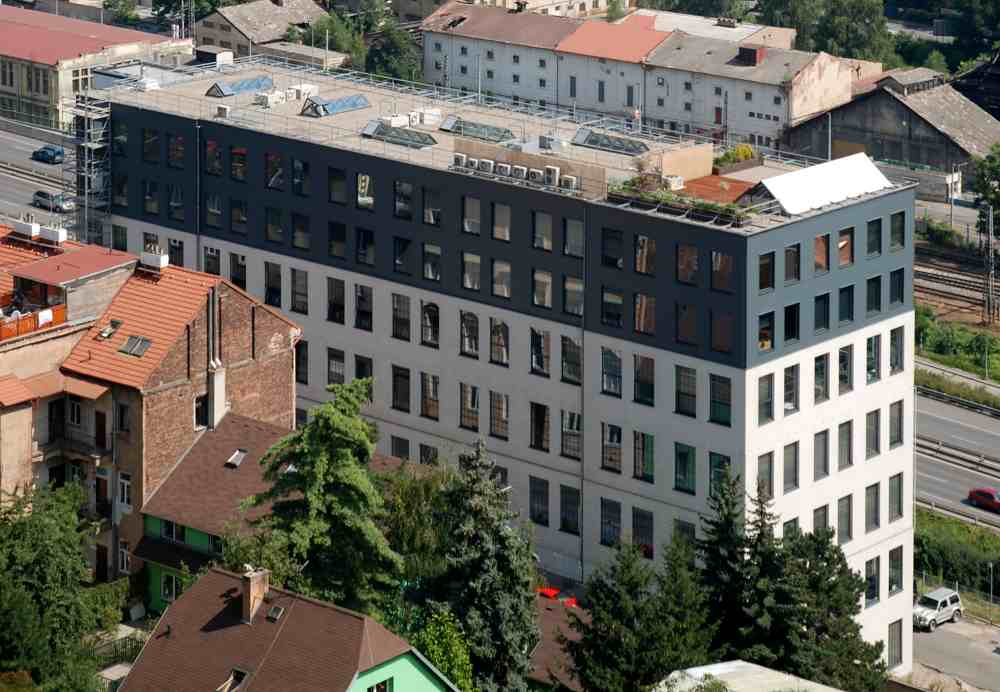
Bývalá továrna na Smíchově, ve které jsou nové loftové byty

Název Loft pochází z angličtiny, v překladu znamená půdu, podkroví, také horní patro obchodního domu nebo továrny, nedělené na menší části. V češtině převážně označuje prostorově velkorysé bydlení v přestavěných průmyslových objektech, např. v továrně, skladišti, nádraží, vodárenské věži nebo v jiných prostorách, které původně nebyly vůbec určeny k bydlení.

## Historie
Továrny a výrobní prostory byly v minulosti vždy stavěny s ohledem na jejich provoz, tzn. tak, aby byla dostupná pracovní síla (v blízkosti center velkých měst), poblíž komunikací a dopravních cest (pro snadnou manipulaci s materiálem a zbožím) apod. Na konci 19. století se např. do čtvrti Soho (New York, USA) stěhovali převážně výrobci textilu, a umístili zde svou výrobu. Ze čtvrti se stala obchodní a průmyslová zóna, s více než dvěma stovkami továren a skladů.
Přirozený rozvoj aglomerace (např. okolní zástavba) pak zabránil dalšímu rozšiřování továren, někdy vyráběné zboží přestalo mít odbyt, nebo byly uzavřeny silnice, apod., a tak se (z různých důvodů) výroba stěhovala jinam, nebo byla úplně zastavena. Lidé ztratili obživu, stěhovali se také, celá oblast, včetně samotných objektů, zůstala opuštěna, chátrala (zanikla tak řada architektonicky unikátních objektů).

### Proměna

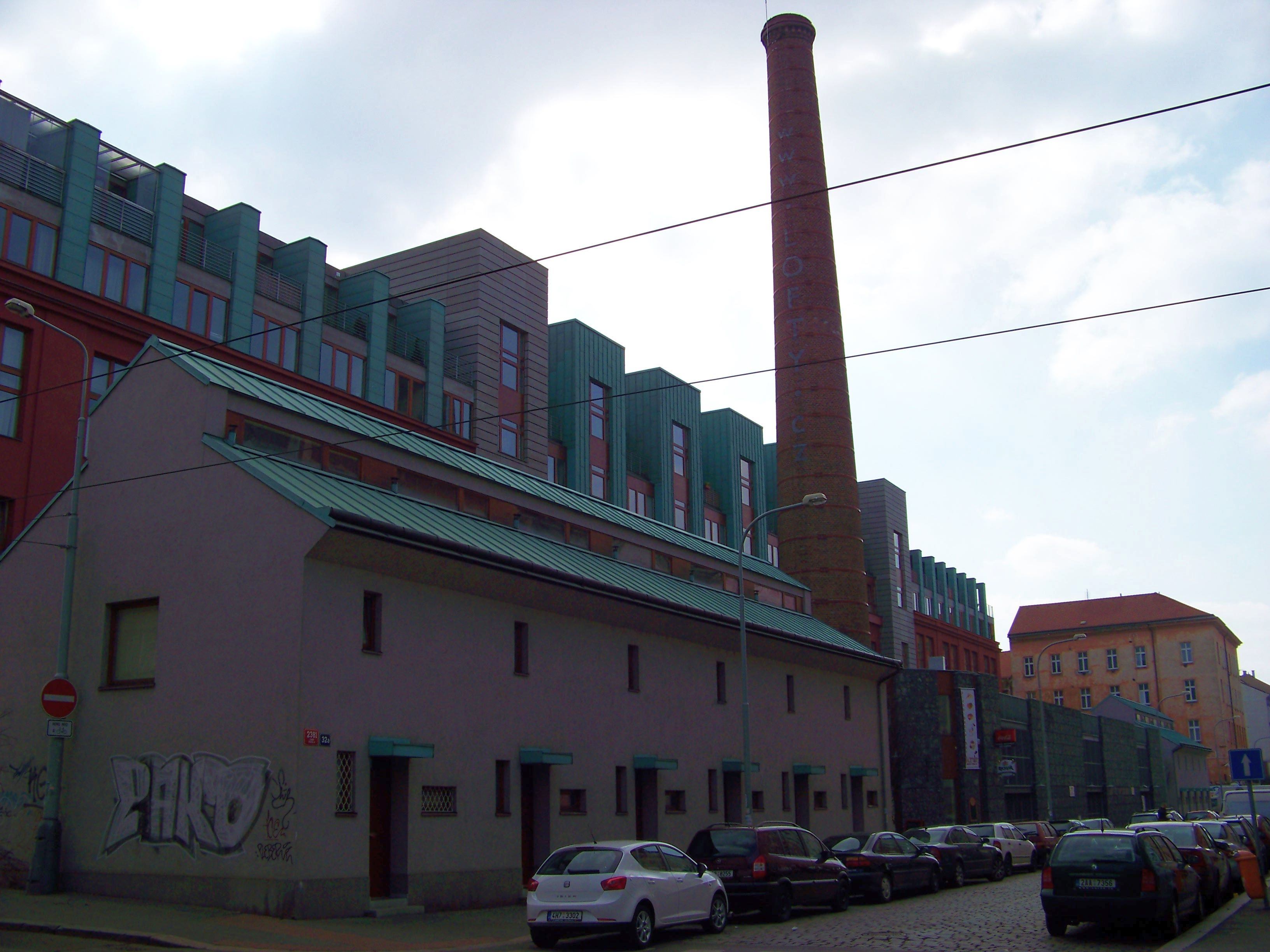
přestavěná továrna na Balabence, Praha

Zbylé budovy, postavené převážně ze železa (používala se litina, později ocel) a cihel, byly sice k bydlení nevhodné, nicméně byly k dispozici buď zcela zdarma, nebo za velmi malý nájem, a tak se v nich začali zabydlovat lidé s nízkými příjmy, kteří si nemohli dovolit kvalitnější bydlení. Kreativní jedinci začali vytvářet svérázný typ bydlení, který se postupem času stal i osobitým životním stylem. Byla objevována krása industriálních budov. Světový vývoj té doby, ovlivňující politiku, kulturu i ekonomiku, začal formovat i nové umělecké směry. Experimentovalo se s hudbou, literaturou, filmem, i bydlením. Tak se ke stávajícím obyvatelům továrních hal přidávali i herci, hudebníci, malíři, atd. Původní průmyslové vybavení (např. nákladní výtahy, široká schodiště, nezničitelné podlahy atp.) jim umožňovalo snadněji přenášet těžké nástroje, materiály a dokončená umělecká díla, a nezanedbatelný význam mělo i to, že zůstávali na dosah tehdejšího společenského dění. Díky snaze „avantgardních“ obyvatel byly mnohé, historicky významné stavby, zachovány, a např. Soho bylo prohlášeno za chráněnou památkovou zónu.

### Současnost
Stavební a developerské společnosti pak využily těchto netradičních prostor, mnohdy na zajímavých adresách, a představily trhu originální způsob bydlení. Častým důvodem byl také nedostatek běžných bytových komplexů v konkrétním místě, a mezera na trhu se tak zaplnila přestavbami a dostavbami nepoužívaných průmyslových objektů. Přestože řada lidí dodnes označuje bydlení v loftech za známku společenské revolty, nyní znamená hlavně luxusní, a především originální bydlení v žádaných čtvrtích světových metropolí. Bydlení v loftech mají v oblibě i další skupiny lidí, jako např. výstřední milionáři, a bohatí podnikatelé (investoři). Díky zvýšenému zájmu o tento způsob bydlení ceny nájmů a nemovitostí začaly růst.
Tam, kde kdysi vládla spíše industriální architektura, přesněji továrny, skladiště a překladiště, najdeme dnes prostor plný elegance, kde si podává ruku minulost s přítomností, a romantika s továrním prostředím.

## Loftové bydlení
Jako loft se označují dva nejtypičtější druhy tohoto způsobu bydlení (existuje i označení komerční loft). Jsou to jednak projekty v půdních vestavbách, způsob ateliérového bydlení, a pak byty, vznikající přestavbou nebo dostavbou nevyužívaných průmyslových objektů. Vždy se jedná o velkoprostorovou, téměř nečleněnou bytovou jednotku, vyznačující se (v bytové výstavbě) neobvyklou výškou stropů.

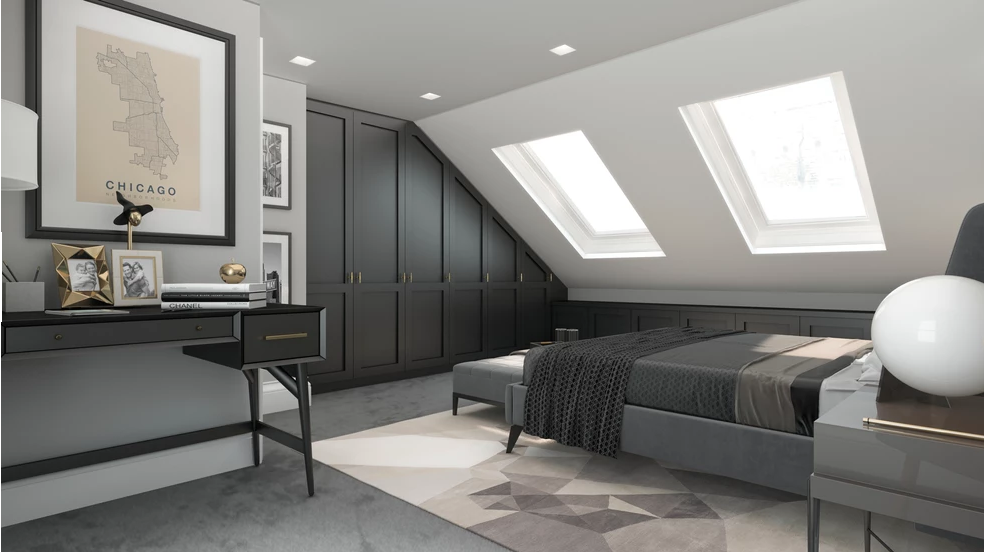
podkrovní bydlení

### Podkroví
Podkrovní loft (poeticky tzv. „nebeský předpokoj“)[zdroj?] je prostor v horním, posledním podlaží obytné stavby, nebo půda pod střechou, přestavěná pro bydlení. Takový podkrovní loftový byt je plošně rozlehlý, vytvořený buď jako otevřený prostor celého podlaží (celé půdy), nebo pro obytné účely je mírně členěn (oddělené sociální místnosti). Bývá nepříznivě ovlivněn exponovanými trámy, omezen výškou a sklonem střechy, a je obtížně využitelný v rozích. Půdní vestavba klade vysoké nároky na stavitele při dohledu na kvalitu provedení především oken (těsnění), zateplení (izolace), rozvodů (tlak vody, ...), nábytku na míru, atd.
Podkroví v původním provedení - bez loftové přestavby - bývá užíváno buď jako prostor pro skladování věcí (rodinné domy), nebo např. i pro umístění varhan (v kostele), či jako prostor na spaní (rekreační objekty). Objem prostoru podkroví ovlivňuje celkovou teplotu stavby, a to jak v negativním, tak i pozitivním směru. Stoupající teplý vzduch (z nižších poschodí domu) se soustředí nahoře, na půdě, a izoluje tak stavbu, ale často uniká (děravou střechou) ven. V posledních letech, při probíhajících půdních vestavbách, jsou podkroví pečlivě izolována, nejen aby se snižovaly náklady na vytápění v zimě, ale také jako ochrana před letním přehříváním.
Rozdíl mezi podkrovím (půdou) a loftem spočívá v tom, že podkroví bývá převážně nebytovým prostorem nejvyššího patra budovy, pod střechou, zatímco loft může zahrnovat nejen tento prostor, uzpůsobený k bydlení, ale může být propojen s dalšími místnostmi v nižších podlažích.

### Loftový byt
Loftové byty jsou prostory v původně průmyslových budovách (např. Vysočany), následně uzpůsobené k bydlení.

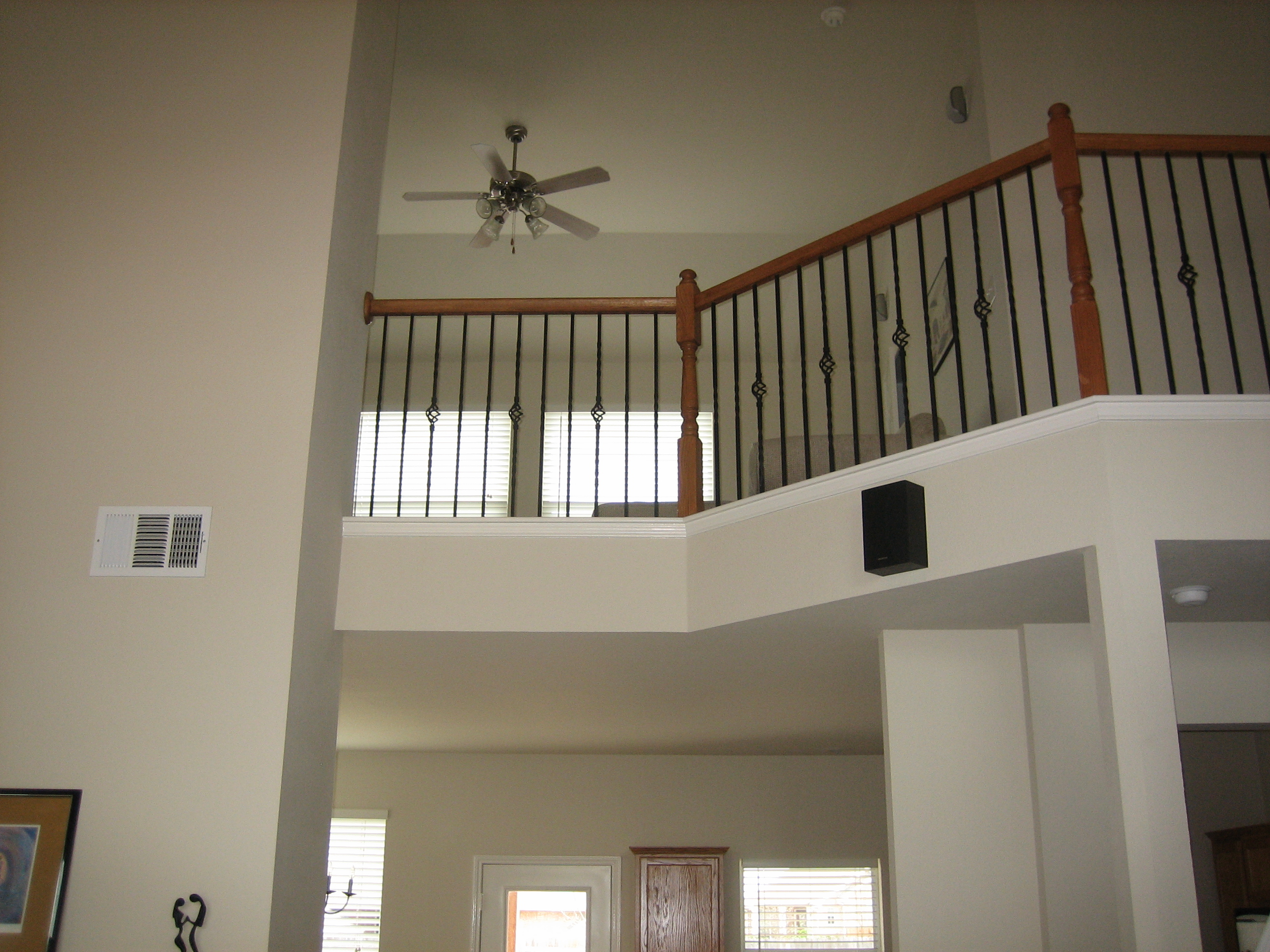
loftový byt s galerií

Vnitřní prostory loftů jsou členěny po patrech, jeden byt odpovídá jednomu, dvěma či více patrům. Nestaví se jednotlivé příčky (které by oddělovaly jednotlivé místnosti), členění probíhá do výšky, vložená (vestavěná) patra se často využívají jako méně frekventované prostory, tj. např. jako galerie, ložnice nebo pracovny. Obvykle zůstávají zachovány i některé industriální prvky, např. velká, kovovými rámy členěná tovární okna, zdi zůstávají bez povrchových úprav, např. z režných cihel, betonů, dále jsou zde kovová schodiště, průmyslová světla apod.
Pozitiva loftu: vzdušný, světlý, otevřený prostor velkých rozměrů, s vysokými stropy, s původními (ocelovými) konstrukčními prvky, s atributy průmyslového prostředí (prosklené stěny s tabulemi, zasazenými v kovových rámech, průmyslová svítidla z počátku dvacátého století, určená pro továrny, neopracované zdi, podlahy, ...)
Negativa loftu: absence soukromí (otevřený prostor bez oddělených místností), nedostatek intimity jedince, obtížná regulovatelnost pachů, vyšší náklady na energie, především na vytápění (velikost prostoru, budovy bez izolací, podkroví)
Někdy je projekt stavby přímo navržen jako loftový, stavebníci (developeři) využívají tento styl výstavby pro snížení celkových nákladů na stavbu, představuje totiž jednoduché využití budov, kde v přízemí jsou zpravidla prostory ke komerčnímu využití, loftové byty jsou umístěny ve zbytku budovy, bez určení a rozdělení jednotlivých místností. Toto komerční využití (zneužití) oblíbenosti loftů nemá nic společného s původní myšlenkou loftového bydlení.
Lofty dnes mají svou atmosféru velkorysé otevřenosti, díky přestavbám a dostavbám, s využitím moderních technologií, se přidala pohodlnost pro uživatele, a vysoká kvalita bydlení. Původní konstrukční prvky, typické pro průmyslový design dvacátého století, zůstávají zachovány, čímž dokreslují atmosféru a zároveň působí dekorativně. Vlastnictví bývá podobné klasickým bytům, např. družstevní, osobní, konsorcia (Karlín) atd. Loftové prostory někdy staví i města, když se snaží obnovit a modernizovat staré průmyslové budovy – nejen do podoby bytů, ale např. i do podoby galerií a studií (Ostrava). Tyto výstavby mohou zvednout atraktivitu města, protože vznikají originální nové městské čtvrti.

### Komerční loft
je označení převážně obchodního prostoru ve výškových budovách, místností s vysokými stropy, využívaných buď pro skladování nebo jako kanceláře – open-spacy (Libeňský ostrov).

## Ostatní

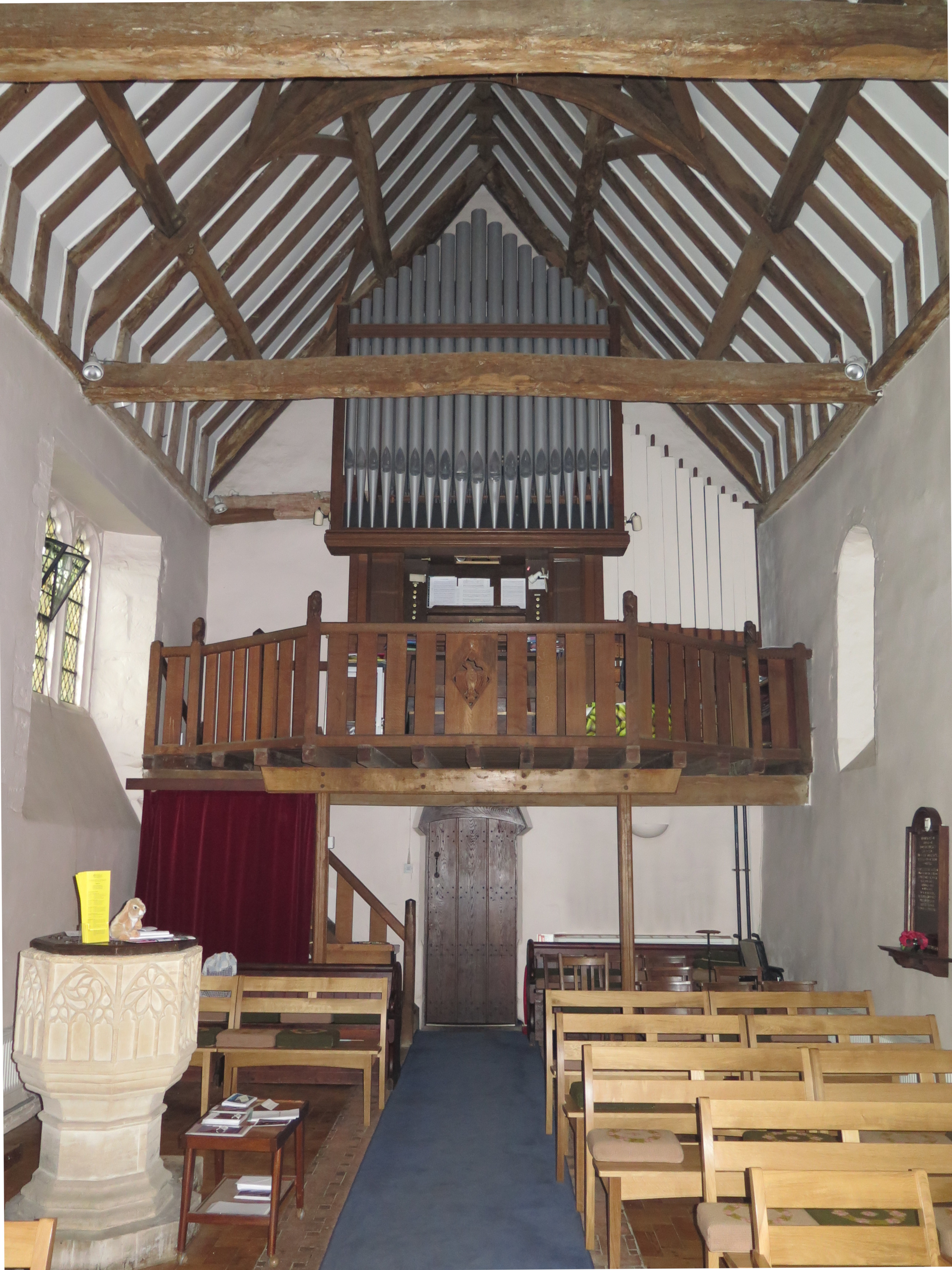
kostel s kůrem, varhany

### Kostel
V kostele lze najít, v podobném smyslu slova, tzv. „chórový“ loft, správné označení je kruchta (kůr), kde při bohoslužbě stojí (nebo sedí) zpěváci, někdy jsou zde umístěny varhany.

### Warehouse District
Termín "skladištní čtvrť" je užíván pro některé městské aglomerace v USA, kde dříve existovaly nepřívětivé (mnohdy špinavé a chudé) průmyslové zóny, do doby, než se začaly renovovat a přestavovat. Poté se tam začali stěhovat lidé movití. V těchto čtvrtích existují také přestavěné módní noční kluby, nebo luxusní apartmány a družstevní domy. Nejznámějšími z nich jsou:
- The Warehouse District v Clevelandu, Ohio
- The Warehouse District v New Orleans, Louisiana
- The North Loop in Minneapolis, Minnesota
- Lowertown v Saint Paul, Minnesota
- The Northern section of Downtown Kitchener, Ontario, Canada – oblast okolo křižovatky King Street a Victoria.

Další čtvrti nenesou toto přesné označení, ale mají shodnou charakteristiku a podobné znaky, a jsou jimi např.:
- Washington Avenue Loft District v St. Louis, Missouri
- Areas of Williamsburg a Greenpoint v Brooklynu, New York
- Strip District v Pittsburgu, Pennsylvania

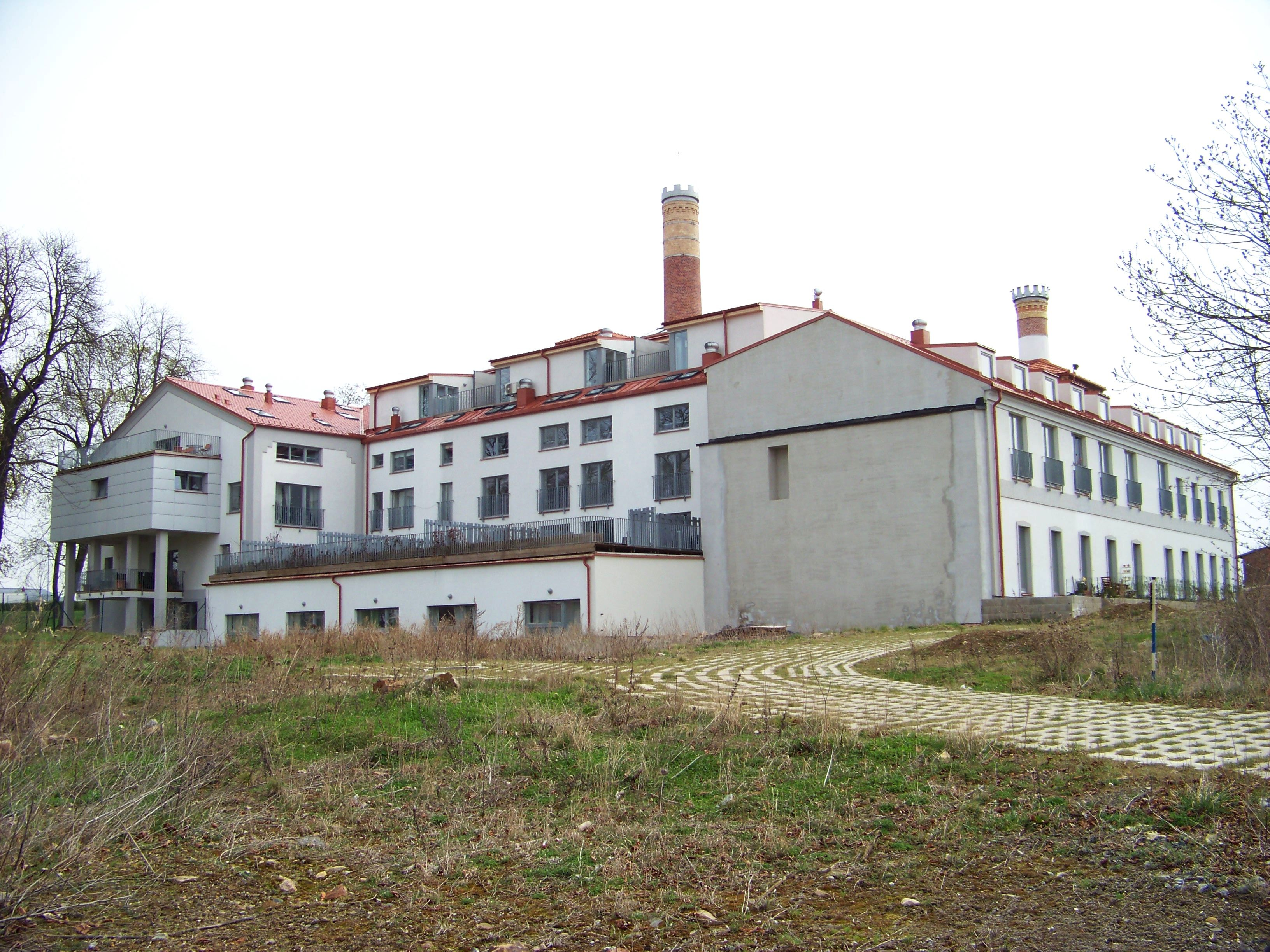
bývalý pivovar Lochkov

Podobná bohémská oblast se nachází na Manhattanu, a nazývá se Meatpacking District. V Los Angeles se v roce 2001 rozvinul projekt, zvaný Adaptive Reuse Ordinance, který ukazuje, jak může město pomocí legislativy podporovat přestavbu tržně málo využitelných staveb do podoby luxusních vilových loftových rezidencí.

### Lofty v Čechách
- Praha[6] – Karlín (Cornlofts), Smíchov (Pivovar), Vysočany (Kolbenka), Palmovka (La Fabrika)
- Brno (Zbrojovka, Moravan..)
- Ostrava (Vítkovické železárny)
- Zlín[7]
- Plzeň (Škodovka)[8]
- Prostějov (Textilka)
- Bratislava (Design factory), Slovensko
- a mnohé další